# Índex de pobresa multidimensional
L'índex de pobresa multidimensional (IPM), o índex multidimensional de pobresa (IMP) (en anglès Multidimensional Poverty Index, MPI), és un índex de pobresa estadístic sobre la situació de les persones per països, elaborat des de 2010, que substitueix indicadors de pobresa anteriors (IPH 1 i IPH 2).
Està elaborat pel Programa de les Nacions Unides per al Desenvolupament (PNUD-ONU) en col·laboració amb l'Oxford Poverty & Human Development Initiative (OPHI) de la Universitat d'Oxford i es presenta en el 20è aniversari de l'Informe Anual Mundial sobre el Desenvolupament Humà del PNUD.

## Indicadors o paràmetres
S'usen els següents 10 indicadors (agrupats en els 3 aspectes bàsics) per a calcular l'índex de pobresa multidimensional, amb una ponderació diferent segons el grup, 1/6 per als paràmetres d'educació i salut i 1/18 per als de qualitat de vida.
- Educació (ponderació dels paràmetres 1 i 2 de 1/6)
  - Anys d'escolarització: puntua si cap membre de la llar ha completat cinc anys d'escolaritat
  - Nens escolaritzats: puntua si els nens en edat escolar no assisteixen a l'escola

- Assistència sanitària - salut (ponderació dels paràmetres 3 i 4 de 1/6)
  - Mortalitat infantil: puntua si un nen ha mort a la família
  - Nutrició: puntua si un adult o nen està desnodrit

- Qualitat de vida - benestar social (ponderació dels paràmetres 5 al 10 d'1/18)
  - Electricitat: puntua si la llar no té electricitat
  - Sanejament: puntua si no tenen un bany amb condicions suficients o si el seu bany és compartit (segons la definició MDG)
  - Aigua potable: puntua si la llar no té accés a aigua potable o l'aigua potable està a més de 30 minuts caminant des de la llar (definició MDG)
  - Sòl: puntua si el pis de la llar té brutícia, és de sorra, terra o fems
  - Combustible de llar: puntua si es cuina amb llenya, carbó o fems
  - Béns: puntua si la llar no té més d'un dels béns següents: ràdio, televisió, telèfon, bicicleta o moto

Una persona es considera pobra si puntua un 30% en la suma dels indicadors anteriors (d'aquesta manera està establint un llindar de pobresa). La intensitat de la pobresa indica la proporció dels indicadors puntuats (lògicament, una puntuació més alta indica més pobresa).

## Càlcul del IPM
L'IPM es calcula de la manera següent:
{\displaystyle IMP=H\times A}
H: percentatge de la població que és pobra segons l'IMP (incidència de la pobresa) 

A: mitjana d'intensitat de la pobresa, en % de l'IMP.

## Exemple fictici
El país X es compon de (solament) 3 persones A, B i C. A la taula següent, es mostra la puntuació per a cadascun dels 10 indicadors per a les persones A, B i C.
"0%" indica que no hi ha puntuació en aquest indicador, mentre que "100%" indica que sí que puntua.
| Indicador        | Pes              | Persona A | Persona B | Persona C |
| ---------------- | ---------------- | --------- | --------- | --------- |
| 1                | 1/6              | 0%        | 0%        | 0%        |
| 2                | 1/6              | 0%        | 0%        | 0%        |
| 3                | 1/6              | 100%      | 100%      | 0%        |
| 4                | 1/6              | 0%        | 100%      | 0%        |
| 5                | 1/18             | 0%        | 100%      | 100%      |
| 6                | 1/18             | 0%        | 100%      | 100%      |
| 7                | 1/18             | 0%        | 0%        | 100%      |
| 8                | 1/18             | 100%      | 100%      | 100%      |
| 9                | 1/18             | 100%      | 0%        | 100%      |
| 10               | 1/18             | 100%      | 0%        | 0%        |
| Puntuació suma   | Puntuació suma   | 33,33%    | 50,00%    | 27,78%    |
| Estat segons MPI | Estat segons MPI | Pobra     | Pobra     | No pobra  |

El factor H per al país X és:
{\displaystyle {\frac {1+1+0}{3}}=0.667}
El factor A per al país X és:
{\displaystyle {\frac {33,33\%+50.00\%}{2}}=0.417}
Llavors, l'IMP per al país X és:
{\displaystyle 0.667\times 0.417=0.278}